# Ernst von Börstel
Ernst von Börstel (* nach 1585; † 1623) war ein Ministerialer des Landgrafen Moritz von Hessen-Kassel, zuletzt als Oberhofmeister, und erster Präfekt des Collegium Mauritianum in Kassel.

## Leben
Börstel war ein Sohn des Direktors der Anhaltischen Landschaft, Kurt von Börstel, und dessen Ehefrau Anna geb. Stopler. Ludwig und Heinrich von Börstel waren seine Brüder.
Am 26. September 1594 immatrikulierte sich Börstel an der Universität Wittenberg. Das Matrikelverzeichnis vermerkt dazu: zu jung um den Eid abzulegen. Im Jahre 1609 studierte er an der Universität in Siena, 1610 in Padua.
1612 nahm Börstel als Kammerjunker im Gefolge des Landgrafen Moritz von Hessen Kassel an der Krönung des Kaisers Matthias in Frankfurt am Main teil. Anschließend wurde er, auf Vorschlag von Diederich von dem Werder, Hofmeister für den nachmaligen Landgrafen Wilhelm V. Diesen begleitete Börstel in den Jahren 1614–1616 auf dessen zweijähriger Grand Tour durch Frankreich und die Schweiz. Während dieser Zeit studierte Börstel mit seinem Zögling auch ein Semester an der Universität Basel (1614) und zwei Semester in Genf (1615/1616).
Nach seiner Rückkehr wurde Börstel 1618 zum Präfekten des Collegium Mauritianum berufen, welches gänzlich zur Ritterschule umstrukturiert worden war. Seine Karriere führte Börstel über die Ernennung zum Geheimen Rat bis zum Amt des Oberhofmarschalls.
1623 nahm Fürst Ludwig I. von Anhalt-Köthen Ernst von Börstel in die Fruchtbringende Gesellschaft auf. Er verlieh diesem den Gesellschaftsnamen der Truckene und das Motto nicht zu durchnetzen. Als Emblem wurde ihm die Mauer- oder Steinrauten (Asplenium ruta-muraria L.) zugedacht. Im Köthener Gesellschaftsbuch findet sich Börstels Eintrag unter der Nr. 61. Dort wurde auch das Reimgesetz vermerkt, mit welchem er sich für die Aufnahme bedankt:
Den Namen "Trucken" hab' ich auf mich drumb gericht
Weil meine bletter nie kein regen kan durchnetzen:
Wiewol nun übergieng die flucht meins leibs gewicht' 
Jch pflegte mich mit Gott doch fleissig zu ergetzen.
Ernst von Börstel hatte seinen 40. Geburtstag noch nicht gefeiert, als er im Sommer 1623 ertrank.